# Caccoplectus pectinatus
Caccoplectus pectinatus är en skalbaggsart som beskrevs av Chandler 1976. Caccoplectus pectinatus ingår i släktet Caccoplectus och familjen kortvingar. Inga underarter finns listade i Catalogue of Life.